# Plásticos reforzados con fibras

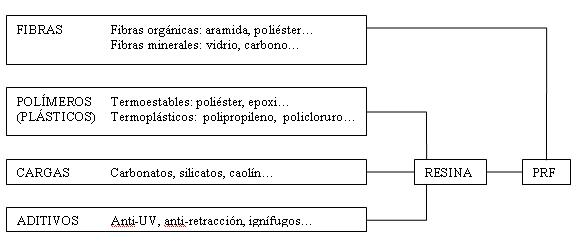
Plásticos reforzados con fibras.

Los plásticos reforzados con fibras ("PRF") están compuestos por un polímero, también llamado "la matriz", que junto a las cargas y aditivos forman la resina y unas fibras determinadas.

## Historia
La aparición y el desarrollo de los materiales plásticos puede considerarse una de las grandes revoluciones del siglo pasado en lo referente a los materiales. Los avances conseguidos en los métodos de producción de estos materiales, los cuales comportaron unos precios muy asequibles, unidos a sus excelentes características hicieron que fueran rápidamente aceptados y empleados por el sector de la industria y el de la construcción. El perfeccionamiento de estas características fue el siguiente paso en la consecución de materiales cada vez más adecuados a las necesidades productivas y el refuerzo con fibras de los materiales plásticos es, sin duda, el mejor ejemplo de dicho perfeccionamiento.

### Matrices
Podemos clasificar los plásticos básicamente en termoplásticos y termoestables. Los primeros tienen las macromoléculas unidas por fuerzas de baja intensidad, que pueden ser rotas con un simple calentamiento, dando lugar al plástico fundido. 
En cambio, las macromoléculas de los plásticos termoestables están unidas por fuerzas que llegan a igualar las que unen a los propios átomos dentro de ellas mismas, por lo que se romperán antes de separarse. Esto conlleva que no pasen de estado sólido a líquido al incrementar la temperatura.

#### Matrices termoestables
Las resinas líquidas termoestables consisten en una serie de precursores líquidos o semilíquidos, que deben curarse para alcanzar el estado sólido, por medios químicos, térmicos a altas temperaturas, o por medio de radiaciones, tales como: UV, gamma, electrones o microondas. Una vez curadas, tienen gran cantidad de enlaces cruzados y no pueden volver a fundir sin sufrir una grave degradación. Las resinas más utilizadas son:

##### Resinas epoxi
La importancia de las matrices epoxi está en la capacidad del radical epóxido para reaccionar con una gran variedad de otros radicales orgánicos y formar enlaces cruzados sin la aparición de un producto condensado.
Las resinas epoxi se caracterizan por tener baja retracción, buen comportamiento a temperatura elevada de hasta 180 °C (356 °F) y buena resistencia a los agentes químicos.
Podemos distinguir dos tipos principales de resinas epoxi, según la estructura química en la que se basan:
- TGMDA (dianilina tetraglicil metileno): esta molécula es el componente más importante de las formulaciones de resinas epoxi para aplicaciones de alta tecnología. Presenta una alta densidad de entrecruzamiento.
- DGEBA (diglicil éter de bisfenol A): cura a menor densidad de entrecruzamiento que la anterior.

La diferencia entre la densidad de entrecruzamientos en el curado será la que determinará las diferentes propiedades de las resinas.
Además de estas dos, podemos encontrar otras resinas epoxi con características en función de las anteriores, como son las novolacas, las resinas epoxi trifuncionales y la resina epoxi bisfenol F.
En las resinas epoxi es muy importante la elección del "agente de curado", ya que éste determina las propiedades térmicas y mecánicas últimas de la resina. Hay tres tipos básicamente:
- Aminas: las aminas alifáticas curan la resina a temperatura ambiente, pero poseen baja temperatura de servicio; las aromáticas proporcionan las resinas con mejores propiedades, pero requieren temperaturas de curado de 120 a 175 °C (248 a 347 °F); y las cicloalifáticas tienen propiedades intermedias entre las dos anteriores.
- Anhídridos: curan resinas epoxi Bisfenol A a 120 a 175 °C (248 a 347 °F).

##### Resinas de poliéster no saturado
Constituyen la familia más importante de resinas termoestables utilizadas en materiales compuestos.
El curado de estas resinas puede realizarse de múltiples maneras, con aditivos químicos, calentamiento o radiación. Además, la configuración y composición química de la resina poliéster endurecida determinan sus características y sus propiedades, tales como: flexibilidad, dureza, resistencia mecánica, química, etc. De manera que mediante una elección acertada de dichos parámetros, podemos variar considerablemente las características de la resina elegida. En definitiva, las resinas de poliéster no saturado son el sistema más versátil, pudiendo ser adaptado a multitud de procesos y necesidades.
Como hemos dicho, dentro de esta familia hay gran variabilidad de propiedades, he aquí los rangos de valores que podemos encontrar:
- Resistencia a flexión (MPa): 80 – 140.
- Resistencia a tracción (MPa): 40 – 85.
- Módulo de tracción (GPa): 2 – 3.5.
- Porcentaje de elongación: 1.2 – 4.8.

#### Matrices termoplásticas
Por otra parte, es posible encontrar matrices termoplásticos reforzadas con altas prestaciones. Estas matrices se han desarrollado con el doble objetivo de obtener materiales aptos para altas temperaturas que tengan elevada resistencia al impacto.
El resultado de los avances en este campo son matrices más duras, con mayores resistencias que las termoestables y una menor absorción de agua. Además no tienen un tiempo determinado para su moldeo ni necesitan curado, lo que supone menores costes, y el proceso de reciclaje es más fácil.
Las matrices más importantes son el poliéster eterketona (PEEK), el sulfuro de polifenileno (PPS) y la polieterimida (PEI); y la poliamidaimida (PAI).
Sus características más relevantes son:
- PEEK:

El PEEK es un material termoplástico parcialmente cristalino, que ofrece una combinación única de altas propiedades mecánicas, resistencia a la temperatura o rango de temperaturas de trabajo entre −60 y 250 °C (−76 y 482 °F) y excelente resistencia química. Otras características:
- - Alto límite de fatiga y elevada tenacidad.
  - Muy buena resistencia al desgaste.
  - Resistencia intrínseca a la llama.
  - Muy bajo nivel de humo durante la combustión.
  - Buenas propiedades dieléctricas y de aislamiento eléctrico.
- PPS:

Al igual que el anterior, este material presenta propiedades termoplásticas incluso en el material compuesto final. Presenta una resistencia química y térmica sobresaliente 232 °C (450 °F) continuos y una excelente resistencia a la baja temperatura. Además es inerte a la mayoría de los compuestos químicos en un amplio rango de temperaturas. Requiere alta temperatura para su proceso.
- PEI:

Características más importantes: Resistencia inherente a la llama, baja emisión de humos, resistencia a altas temperaturas por largo tiempo, estabilidad dimensional, estabilidad química e hidrolítica.
- PAI:

Esta matriz se moldea como un material termoplástico pero que tras el post curado presenta propiedades parcialmente termoestables, lo que permite aumentar la resistencia a altas temperaturas.

### Cargas
En la industria de los materiales compuestos se utilizan diferentes productos que pueden ser incorporados al material compuesto fibra-resina para aportar características particulares o reducir el coste del mismo. En general, establecemos la distinción entre cargas y aditivos según la cantidad: las cargas siempre se utilizan en mayores cantidades que los aditivos.
Podemos dividir las cargas en dos grandes grupos, las reforzantes y las no reforzantes, que buscan la disminución del costo global del material compuesto.

#### Cargas reforzantes
Entre las cargas reforzantes, las más utilizadas son las microesferas de vidrio, cuyo interés principal reside en su geometría que reparte regularmente los esfuerzos de las piezas, evitando de esta forma las concentraciones de tensiones. Como la relación superficie/volumen es mínima, no influyen mucho en la viscosidad de la resina, por lo que se pueden usar en porcentajes altos. Pueden ser macizas o huecas, y tienen un diámetro comprendido entre 10 y 150 micras.
En algunos casos concretos pueden emplearse otros tipos de microesferas, con características superiores a las de vidrio pero considerablemente más caras:
- Microesferas huecas de carbono: densidad de 120 kg/m³ (7,5 libras por pie cúbico) y diámetro entre 5 y 150 micras.
- Microesferas huecas orgánicas, como epoxi, fenólicas, poliestireno o cloruro de vinilo/acronitrilo: densidad entre 100 y 500 kg/m³ (6,2 y 31,2 libras por pie cúbico) y un diámetro de entre 10 y 800 micras y prestaciones sensiblemente menores.

#### Cargas no reforzantes
Entre las cargas no reforzantes, las más utilizadas son de origen mineral y se incorporan a la resina en proporciones compatibles con las características buscadas y el precio, que generalmente es bajo, debido a que estas cargas son simplemente extractos de rocas o minerales.
Las más utilizadas son carbonatos, silicatos y sílices.
Además hay otra serie de cargas no reforzantes, entre las que destacan por su uso extendido las siguientes:
- Cargas ignífugas: hidrato de aluminio, óxido de antimonio, boratos de zinc, productos orgánicos variados
- Cargas conductoras o de la electricidad o del calor: Polvos metálicos, microesferas metalizadas, negro de humo, filamentos metálicos muy finos.

### Aditivos
Los aditivos son sustancias empleadas en los PRF en menor cantidad que las cargas con el objeto de incrementar las prestaciones del material. Cada tipo de aditivo tiene generalmente la propiedad de intervenir en una sola característica específica, por lo que es común emplear más de un tipo de aditivo conjuntamente, siempre que sean compatibles. Sin embargo es necesario advertir que si empleamos demasiados aditivos a la vez corremos el riesgo de modificar otras propiedades del polímero base, por lo que es conveniente limitar el número de aditivos utilizados en una misma matriz.
Estos son los tipos de aditivos más empleados:
- Lubrificantes: interno (modifica las fuerzas de cohesión intermoleculares, disminuyendo la viscosidad de la resina sin alterar sus propiedades) o externo (aflora a la superficie de la resina para reducir su tendencia a pegarse a los moldes).
- Agentes antiestáticos: empleados en resinas incapaces de dispersar las cargas iónicas que se puede dar sobre la superficie del producto durante la fabricación.
- Agentes antioxidantes: garantizan unas prestaciones prolongadas del material frente a la acción de los rayos UV y del ozono.
- Agentes que modifican las propiedades mecánicas: se trata de monoceros añadidos durante la fabricación del compuesto polimérico de base y que influyen en un parámetro específico, como por ejemplo: la rigidez del material, manteniendo casi invariables las demás características.
- Agentes retardantes de la llama e ignífugos.
- Conservantes: impiden que el material sea ataca por microorganismos, insectos o roedores.
- Pigmentos: preparados a partir de productos insolubles, en forma sólida, de origen mineral u orgánico
- Colorantes: compuestos solubles en agua o disolvente orgánico que se utilizan poco debido a su mala resistencia química.
- Pastas colorantes: son dispersiones de pigmentos en un soporte pastoso, de fácil incorporación y dispersión en la resina.

### Fibras
La fibra es el componente de refuerzo del material compuesto, por lo que las características del PRF, especialmente su resistencia mecánica, rigidez y dureza, van a estar muy determinadas por la fibra utilizada en su fabricación. 
Estas son las fibras más utilizadas y sus características más importantes:

#### Fibra de vidrio
Esta es la fibra más empleada en los PRF, especialmente en aplicaciones industriales, debido a su gran disponibilidad, sus buenas características mecánicas y a su bajo coste.
Existe una gran "variedad de fibras de vidrio" disponibles en el mercado, en las que priman distintas características, entre las que destacan:
- aislamiento eléctrico
- resistencia química
- elevado módulo de elasticidad
- propiedades dieléctricas
- transparencia a los rayos X

Y, por supuesto, también encontramos vidrios que aúnan dos o más de estas características.
Las diferencias radican básicamente en los silicatos presentes en el vidrio, normalmente un silicato alcalino y uno alcalinotérreo.
Las principales características de la fibra de vidrio son:
- Alta adherencia fibra-matriz
- Resistencia mecánica, con una resistencia específica de tracción/densidad superior a la del acero.
- Características eléctricas: aislante eléctrico, buena permeabilidad. dieléctrica, permeable a las ondas electromagnéticas.
- Incombustibilidad. No propaga la llama ni origina humos o toxicidad.
- Estabilidad dimensional, con bajo coeficiente de dilatación.
- Compatibilidad con las materias orgánicas.
- Imputrescibilidad, insensible a roedores e insectos.
- Débil conductividad térmica o ahorro de calefacción.
- Excesiva flexibilidad.
- Bajo coste.

El proceso de fabricación consiste en el estiramiento a muy alta temperatura, por tracción mecánica o por acción de fluidos en movimiento, de una veta de vidrio fundido y su inmediata solidificación.

#### Fibra de carbono
Para muchas aplicaciones en las que la fibra de vidrio presenta una rigidez insuficiente, es necesario sustituirla por fibras de carbono, siempre que la gran diferencia de precio esté justificada.
Básicamente podemos encontrar tres "tipos" de fibras de carbono en el mercado:
- Fibra de carbono de alto módulo de elasticidad (HM)
- Fibra de carbono de alta resistencia (HR)
- Fibra de carbono tipo III

Propiedades de la fibra de carbono
- Elevado módulo de elasticidad y resistencia a tracción:

- No presenta plasticidad, el límite de rotura coincide con el límite elástico.
- Baja densidad.
- Elevada resistencia a las altas temperaturas del orden de los 1500 a 2000 °C (2732 a 3632 °F), presenta un incremento de sus prestaciones.
- Coeficiente de dilatación térmica lineal prácticamente nulo.
- Elevada resistencia a las bases.
- Buena conductividad eléctrica y térmica.
- Alto coste.
- Baja resistencia al impacto de baja energía.
- Produce diferencias de potencial al contacto con los metales, lo que puede favorecer corrosiones.

Proceso de fabricación: las fibras de carbono se fabrican mediante pirólisis controlada y ciclización de precursores de cierta fibra orgánica, el más común de los cuales es el precursor poliacrilonitrilo (PAN) y el alquitrán. El primero es una fibra sintética, con una conversión en fibra entre el 50 y 55%; y el segundo se obtiene de la destilación destructiva del carbón, siendo este relativamente más barato.

#### Fibras orgánicas
Dentro de esta denominación se hallan incluidas otras como las fibras de polietileno de cadena alargada o las fibras de polímeros de líquido termotrópico cristalino, pero nos centraremos en las fibras de aramida, debido a su uso mayoritario y a sus excepcionales características.
Tipos de aramida
- Fibras de bajo módulo (E = 70 GPa).
- Fibras de alto módulo (E = 130 GPa).

Quizás la característica más llamativa de las aramidas es su alta resistencia al impacto, su gran tenacidad y su alta capacidad de absorción de energía, motivos por los cuales es usada incluso en chalecos antibala.
Sin embargo, podemos destacar estas otras "características":
- Elevada resistencia específica a la tracción, cinco veces más resistente que el acero.
- Buena estabilidad mecánica en el rango de −30 a 200 °C (−22 a 392 °F).
- Alto módulo de elasticidad y baja elongación a la rotura.
- Gran estabilidad química, excepto contra ácidos fuertes y bases muy concentradas. Además son resistentes a la llama y auto extinguibles.

Y en cuanto a desventajas podemos destacar una baja resistencia a compresión y flexión, pérdidas de resistencia en presencia de humedad y baja adherencia a determinadas matrices, por ejemplo las termoplásticos; además, su precio es elevado en comparación con otras fibras.
La fibra de aramida se fabrica mediante un proceso de extrusión e hilado.

#### Otras fibras
Los tres tipos de fibras anteriores son claramente los más utilizados. Sin embargo podemos referenciar aquí, más brevemente, otras fibras presentes en el mercado, con prestaciones más altas pero con costes prohibitivos en muchos casos.

##### Fibras cerámicas
Estas fibras surgen por la necesidad en sector aeroespacial de refuerzos para altas temperaturas.
Además de esta resistencia, presentan altísimas prestaciones en cuanto a resistencia a tracción y estabilidad química. Sin embargo, su fabricación y manipulación es extremadamente complicada y costosa, por lo que su utilización se he limitado a este sector y a la industria metalmecánica, en hornos de carburizado para tratamientos termoquímicos, los cuales pueden llegar a alcanzar temperaturas de hasta 950 °C (1742 °F).
Dentro de las fibras cerámicas destacan los whiskers: fibras inorgánicas cortas de estructura perfectamente cristalina, con resistencias a tracción entre 3 y 14 GPa y módulos de elasticidad entre 400 y 700 GPa, además de una resistencia a altas temperaturas.

##### Fibra de boro
Son fibras obtenidas a partir de la deposición en substrato de wolframio o de carbono, siendo las primeras las más utilizadas, aunque únicamente en el sector espacial, militar o aeronáutico, debido a su elevado coste.
Destacan las siguientes "propiedades":
- Densidad: 2570 kg/m³ (160,4 libras por pie cúbico).
- Alta resistencia: 3600 MPa.
- Alto módulo de elasticidad: 400 GPa.
- Posibilidad de combinar con epoxi, matrices de aluminio y titanio.

##### Fibra de carburo de silicio
Esta fibra ha sido utilizada con éxito como refuerzo de matrices orgánicas y cerámicas. Tiene un coste menos elevado que la de boro, por lo que se está utilizando en mayor medida que éste como refuerzo. El proceso de fabricación es bastante similar al de la fibra de boro. Estas son las "propiedades" más importantes:
- Densidad: 2800 kg/m³ (174,8 libras por pie cúbico).
- Resistencia a tracción: 2.5 a 3 GPa.
- Módulo de elasticidad: 200 GPa.
- Elevada temperatura máxima de servicio: 1250 °C (2282 °F).

##### Fibra de cuarzo
A partir de cristales de cuarzo natural se forman filamentos. Alrededor de 200 filamentos combinados dan lugar a una fibra flexible y con alta resistencia. Se puede utilizar con la mayoría de las resinas. He aquí algunas de sus "propiedades":
- Densidad: 2200 kg/m³ (137,3 libras por pie cúbico).
- Resistencia a tracción: 3.45 GPa.
- Módulo de elasticidad: 71 GPa.
- Deformación a la rotura del 1%, son fibras perfectamente elásticas.
- Excelente resistencia al choque térmico: es posible calentarlas hasta 1100 °C (2012 °F) y enfriarlas rápidamente en agua sin ningún cambio.

##### Fibras metálicas
Tienen la desventaja de su densidad y coste, pues son más caras que la fibra de vidrio (a excepción del acero). Estas son las más utilizadas y sus principales "características":
- Hierro y aleaciones: alta resistencia y mod. elasticidad ferromagnéticos.
- Aceros inoxidables: resistencia a la corrosión.
- Súper aleaciones de níquel y cobalto: resistencia Mecánica y química a altas temperaturas.
- Titanio, tantalio, níquel: refractarios, resistencia a la corrosión.
- Cobre y aleaciones: conductividad eléctrica y térmica.
- Aluminio y aleaciones: baja densidad, conductor eléctrico y térmico.
- Plata, oro y metales preciosos: conductor eléctrico y térmico, no se corroen.

### Interfaz fibra-matriz
Las propiedades del PRF están determinadas por la matriz y las fibras empleadas, así como por las cargas o aditivos que pueda contener. Sin embargo, para ello es esencial asegurar una correcta unión entre los refuerzos y la matriz, de manera que su resistencia y rigidez sea transmitida al material compuesto. El comportamiento a fractura también depende de la resistencia de la interfase.
Una interfase débil da como resultado un material con baja rigidez y resistencia, pero alta resistencia a la fractura, mientras que una interfase fuerte resulta en un material rígido y resistente, pero con una frágil resistencia a la fractura.
En relación con la interfase es importante considerar la impregnabilidad. Ésta se define como la capacidad de un líquido de extenderse por una superficie sólida. En algunas etapas de la fabricación del material compuesto, la matriz se debe comportar como un líquido, por lo que una buena impregnabilidad significará que la matriz fluirá perfectamente por la superficie del refuerzo y desplazara todo el aire. Un buen impregnado se dará cuando la viscosidad de la matriz no sea muy alta y cuando exista un descenso de la energía libre del sistema.
Además, en la unión de la interfase pueden darse varios tipos de unión:
- Unión mecánica: cuanto más rugosa sea la superficie más efectiva será la unión. Esta unión en efectiva cuando la fuerza se aplica paralela a la superficie (esfuerzos cortantes), sin embargo será poco efectiva para esfuerzos de tracción.
- Unión electrostática: La unión entre refuerzo y matriz ocurre cuando una superficie está cargada positivamente y la otra negativamente. Estas uniones son efectivas únicamente en distancias pequeñas, del orden de átomos.
- Unión química: Puede estar formada entre grupos químicos en la superficie del refuerzo y grupos químicos compatibles en la matriz. La resistencia de la unión depende el número de uniones por unidad de área. Para este tipo de uniones pueden utilizarse agente apareantes.
- Unión mediante reacción o interdifusión: Los átomos o moléculas de los componentes del material compuesto pueden difundirse en la interfase para da lugar a este tipo de unión. Para interfases en las que estén involucrados polímeros, este tipo de unión puede considerarse como un entrelazado entre moléculas. Para los sistemas en los que estén involucrados metales y cerámicas la difusión de componentes de ambos materiales puede dar lugar a una frontera en la interfase de diferente estructura y composición que dichos materiales.

## Ventajas del GFRP frente al acero
El GFRP tiene grandes ventajas frente al acero, utilizado frecuentemente en la construcción de todo tipo de edificios. A continuación enumeramos las características más destacables del plástico reforzado con fibra de vidrio frente al acero.
- El ligero y resistente a impactos.
- No propaga el calor ni el fuego.
- No es conducto de la electricidad.
- Es más duradero.
- No se oxida.

## Utilización
Dada la gran cantidad de fibras y matrices disponibles, se pueden conseguir una variedad  inmensa de combinaciones que podrán adecuarse a las necesidades de cada caso.
Para dicho fin, es necesario tener en cuenta los cinco elementos que determinan las características de un PRF: fibras, matriz, cargas, aditivos e interfaz fibra-matriz, comprobando su compatibilidad dadas sus características individuales. Para ello es habitual hacer ensayos de los PRF antes de su utilización. Sin embargo, se tiene bastante experiencia sobre el comportamiento de algunas combinaciones particulares, dada su extensa aplicación, por lo que para dichas combinaciones puede no ser resultar necesario un ensayo tan exhaustivo como en otros casos.